# Opération Cormoran
 
L'opération Cormoran est une opération extérieure (OPEX) humanitaire conduite par les forces armées françaises en Amérique centrale à la suite de l'ouragan Mitch en octobre-novembre 1998.

## Contexte
Mitch est au départ une onde tropicale qui quitte la côte africaine le 10 octobre 1998.  Elle se déplace ensuite vers l'ouest dans l'océan Atlantique, et reste désorganisée jusqu'à son entrée dans la mer des Caraïbes le 18 octobre 1998. Dans l'ouest de la mer des Caraïbes, la convection augmente soudainement et le 22 octobre, l'onde devient une dépression tropicale à 670 km au sud de Kingston en Jamaïque. Sous l'effet du courant, Mitch dérive vers l'ouest et s'intensifia, devenant alors une tempête tropicale le 23 octobre, alors à 420 km au sud-est de San Andrés.
En restant à l'ouest de la mer des Caraïbes, l'avenir de Mitch est très incertain, le National Hurricane Center américain avertit alors les populations aux alentours de la zone tout en leur demandant de surveiller l'ouragan. Seulement deux jours avant qu'il ne frappe les côtes, il reste une possibilité pour l'ouragan d'épargner le Honduras et de frapper le Guatemala ou le Belize. De plus, le National Hurricane Center a des difficultés à contacter les gouvernements locaux. À cause de l'incertitude, les gouvernements émettent officiellement des alertes cycloniques pour toute la région s'étendant de la frontière Honduras/Nicaragua jusqu'au Belize, seulement deux à trois jours avant qu'il ne touche les côtes.
À cause de sa faible vitesse entre le 29 octobre et le 3 novembre, l'ouragan Mitch déverse des quantités historiques de précipitations au Nicaragua et en Honduras ; les pluies sont estimées à environ 1 900 mm. 
Ces précipitations catastrophiques engendrent d’importantes inondations et des coulées de boue massives.
Le Honduras est le plus durement touché. C’est en effet dans ce pays que l’ouragan était à l’apogée de sa puissance. Le bilan humain est de 6 600 morts de la catastrophe et 8 052 personnes disparues. Quant aux dégâts causés, 92 ponts et 70 000 habitations sont partiellement ou complètement détruits. Il n'existe pas de cartographie officielle des précipitations ; cependant, ces quelques données permettent de se rendre compte de la violence des précipitations. La ville de San Pedro Sula, capitale économique du pays, se retrouve sous un mètre d'eau, et son aéroport est gravement endommagé.
Au Guatemala, 5 969 personnes sont évacuées préventivement. C’est le nord-est du pays qui est le plus sévèrement touché par Mitch. Au 9 novembre, 258 tués et 120 disparus sont dénombrés ainsi que 723 581 personnes encore en difficultés. Les dégâts matériels affectent 32 ponts, 40 routes et 19 000 habitations détruits ou endommagés. Concernant l’agriculture, 95 % de la production nationale de banane sont détruits, entre 25 et 60 % pour le maïs, le haricot, le café et la canne à sucre. On constate aussi une perte de 30 % du bétail.
L'ouragan Mitch constitue une catastrophe sanitaire sans précédent en Amérique centrale.

## Déroulement de l'opération
Dans le cadre de l'opération Cormoran, les forces armées françaises sont déployées dans plusieurs pays d'Amérique centrale sous le commandement du général Henri Bentegeat, commandant supérieur des forces armées aux Antilles.
La marine nationale projette en mer des Caraïbes le porte-hélicoptères Jeanne d'Arc et sa conserve la frégate Duguay-Trouin ainsi que le bâtiment de transport léger (Batral) Francis Garnier. Ce dernier, basé à Fort-de-France en Martinique, appareille avec deux cents tonnes de fret humanitaire (nourriture et matériaux de construction financés par le Ministère des Affaires étrangères, médicaments fournis par une organisation non gouvernementale) ainsi qu'avec une compagnie de génie constituée d'éléments du 1er régiment du service militaire adapté et du 33e régiment d'infanterie de marine (RIMa).

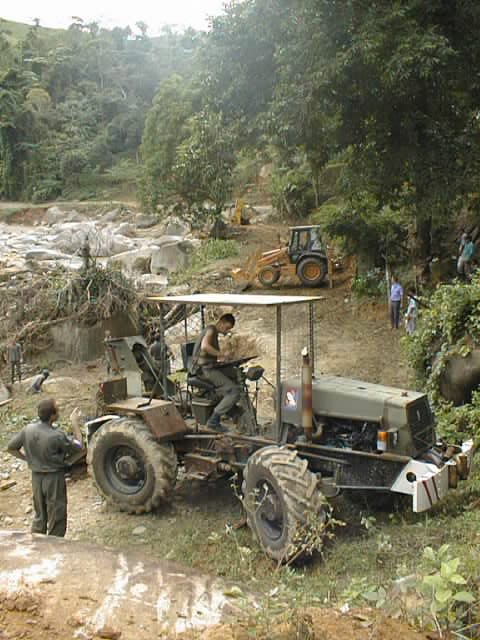
Déblai des troncs d'arbre charriés par l'inondation par les éléments du 1er RSMA de Martinique et du 33e RIMa

Arrivé en premier sur zone, le Francis Garnier opère une rotation entre Puerto Barrios (Guatemala) et Puerto Cortés (Honduras) avant d'accoster à nouveau à Puerto Barrios pour servir de base arrière aux militaires de l'armée de terre, alors installés en base avancée dans les arènes municipales de Morales.

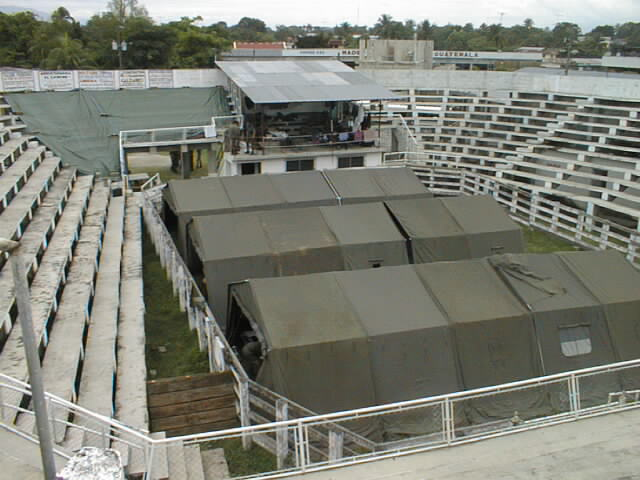
Base avancée du RSMA de Martinique dans les arènes de Morales.

La Jeanne-d'Arc et le Duguay-Trouin. sont quant à eux déroutés de leur campagne annuelle de formation des élèves-officiers (GEAOM) et doivent traverser, dans l'océan Atlantique, l'ouragan Mitch, subissant alors quelques dégâts. Sur place, les élèves-officiers médecins assurent, avec le concours des moyens héliportés de la Jeanne-d'Arc, des missions de soutien sanitaire aux populations.
Des moyens de transport aérien sont égalent engagés (C-160 Transall) ainsi qu'un important détachement de la sécurité civile comprenant plus de deux cents hommes et un hôpital de campagne, chargé notamment d'évaluer la situation sanitaire.

## Retour d'expérience
L'engagement des forces armées françaises donne lieu à des auditions parlementaires qui sont consignées, à titre de retour d'expérience, en annexe d'un rapport de l'Office parlementaire d'évaluation des choix scientifiques et technologiques. Selon ce rapport, au plus fort de l'opération Cormoran, plus d'un millier de militaires français ont été engagés.